# Malone (hrabstwo Franklin)
Malone – wieś w Stanach Zjednoczonych, w stanie Nowy Jork, w hrabstwie Franklin.